# Zygophylax levinseni
Zygophylax levinseni is een hydroïdpoliep uit de familie Lafoeidae. De poliep komt uit het geslacht Zygophylax. Zygophylax levinseni werd in 1911 voor het eerst wetenschappelijk beschreven door Saemundsson. 